# Pierre Héring
Pierre Héring (Strasburgo, 23 marzo 1874 – Neuilly-sur-Seine, 14 gennaio 1963) è stato un generale francese.

## Biografia
Dopo aver studiato all'École polytechnique diventa comandante della Scuola superiore di guerra a Parigi e nel 1936 viene nominato generale d'armata.
Nel 1939 viene nominato governatore militare di Parigi. Nel marzo 1940, dopo lo scoppio della seconda guerra mondiale, viene incaricato dal generale Maurice Gamelin di difendere la città. 
Poche settimane dopo, il 12 giugno 1940 Héring è costretto dall'inarrestabile avanzata tedesca a dichiarare Parigi città aperta e ripiega con le sue truppe nel sud della Loire.
Dopo la fine della guerra Héring crea un'associazione per difendere la memoria del maresciallo Pétain dedicandosi alla scrittura di libri di storia.